# Ново-Гурьевское
Ново-Гурьевское (до 1938 — Калльнен (нем. Kallnen), до 1947 — Драхенберг (нем. Drachenberg)) — посёлок в Озёрском муниципальном округе Калининградской области. 

## История
Населённый пункт известен с 16 века как Геллейхснинкен. В 1874 году Калльвен стал центром сельского муниципалитета, объединявшего 6 деревень, в составе административного округа Даркемен Восточной Пруссии. В 1938 году Калльнен был переименован в Драхенберг («Драконья гора»).
Южная часть современного посёлка называлась Гейлбоден и с 1874 года являлась центром одноименного сельского округа, объединявшего 11 деревень, в составе административного округа Даркемен Восточной Пруссии.
После Второй мировой войны в 1947 году Драхенберг был переименован в посёлок Ново-Гурьевское, а Гейлбоден — в Гурьевское, оба посёлка отнесены к Садовскому сельскому совету Озерского района. В 1988 году поселок Гурьевское был присоединен к Ново-Гурьевскому. С 2008 по 2014 год Ново-Гурьевское входило в состав Красноярского сельского поселения, с 2015 по 2020 год - в Озерский городской округ, в настоящее время входит в Озерский муниципальный округ.

## Население
| 1907 | 1925 | 1933 | 1939 | 2002 | 2010 |
| ---- | ---- | ---- | ---- | ---- | ---- |
| 107  | ↗127 | ↘109 | ↘89  | ↗482 | ↘449 |

## Инфраструктура
В посёлке имеются основная общеобразовательная школа, дом культуры, магазин. Близ посёлка расположен спортивно-туристический комплекс «Горка».